# Kaligoro
Kaligoro is een bestuurslaag in het regentschap Mojokerto van de provincie Oost-Java, Indonesië. Kaligoro telt 3763 inwoners (volkstelling 2010).